# Cuaespinós de Chinchipe
El cuaespinós de Chinchipe (Synallaxis chinchipensis) és una espècie –o la subespècie S. stictothorax chinchipensis, depenent de la classificació considerada— d'au passeriforme de la família Furnàrids pertanyent al nombrós gènere Synallaxis. És endèmica del nord-oest de Perú.

## Distribució i hàbitat
Es distribueix en una petita regió del nord-oest de Perú, en les conques dels rius Marañón i Chinchipe a la regió del departament de Cajamarca.
El cuaespinós de Chinchipe és força comú en el seu hàbitat natural: a l'interior i a les vores de boscos caducifolis fins als 700 m d'altitud.

## Sistemàtica

### Descripció original
L'espècie S. chinchipensis va ser descrita per primera vegada per l'ornitòleg nord-americà Frank Michler Chapman l'any 1925 amb el nom científic de subespècie Synallaxis stictothorax chinchipensis; la seva localitat tipus és: «Perico, Riu Chinchipe, Perú».

### Etimologia
El nom genèric «Synallaxis» pot derivar del grec «συναλλαξις sunallaxis, συναλλαξεως sunallaxeōs»: intercanvi; potser perquè el creador del gènere, Vieillot, va pensar que dos exemplars de característiques semblants del gènere podrien ser mascle i femella de la mateixa espècie, o llavors, en al·lusió a les característiques diferents que garanteixen la separació genèrica; una accepció diferent seria que deriva del nom grec «Synalasis», una de les nimfes gregues Ionides. El nom de l'espècie «chinchipensis», es refereix a la localitat tipus, el riu Chinchipe, del Perú.

### Taxonomia
L'espècie Synallaxis chinchipensis és considerada com una espècie separada del cuaespinós de pit maculat Synallaxis stictothorax per alguns autors com Ridgely & Greenfield (2001) i Ridgely & Tudor (2009); i en classificacions com Aus del Món (HBW) i Birdlife International (BLI) amb base en la morfologia i en la vocalització; no obstant això, la Proposta núm. 37 al Comitè de Classificació de Sud-amèrica (SACC) que va proposar l'elevació a la categoria d'espècie, va ser rebutjada per insuficiència de dades publicades. Tant el Congrés Ornitològic Internacional (IOC) com Clements Checklist/eBird continuen considerant-la com la subespècie Synallaxis stictothorax chinchipensis.
Les diferències morfològiques apuntades per HBW per considerar-la separada de S. stictothorax –i també amb una espècie encara no descrita de Synallaxis de la costa del sud de Perú–, són el seu bec i la cua molt més llargs; estries més semblants amb punts al pit i als flancs, però molt més reduïts al pit; la taca malar color beix oxidat i no blanca; els baixos flancs marró ros i no beix torrats, i aquest color marró ros molt menys prominent, resultant en les parts baixes més blanquinoses. El cant té un passatge central que consisteix en una única nota llarga i no dues o tres i amb una llarga pausa anterior.
És monotípica.